# Vigil (film)
Pour plus de détails, voir Fiche technique et Distribution.
Vigil est un film néo-zélandais réalisé par Vincent Ward et sorti en 1984.
Premier long métrage réalisé par le cinéaste, il est présenté au festival de Cannes 1984.

## Synopsis
Au fin fond d'une vallée rurale de la Nouvelle-Zélande, Lisa Peers — surnommée Toss et âgée de 11 ans — vit dans une ferme isolée avec son père, sa mère et son grand-père Birdie. Un jour, elle assiste à la mort de son père alors qu'elle gardait des moutons. Elle voit un autre homme présent, qui transporte ensuite le corps de son père hors de la brousse. Lorsque cet homme, nommé Ethan, s'installe à la ferme et entame une relation avec sa mère, la jeune fille le considère comme un envahisseur dans son univers.

## Fiche technique
Sauf indication contraire, les informations mentionnées dans cette section peuvent être confirmées par la base de données cinématographiques IMDb,  présente dans la section « Liens externes ».
- Titre original et français : Vigil
- Réalisation : Vincent Ward
- Scénario : Vincent Ward et Graeme Tetley
- Musique : Jack Body
- Costumes : Glenys Jackson
- Photographie : Alun Bollinger (en)
- Montage : Simon Reece
- Sociétés de production : John Maynard Productions et First Blood/ Last Rites Partnership ; en association avec Film Investment Corporation of New Zealand et New Zealand Film Commission
- Distribution : John Maynard Productions (Nouvelle-Zélande)
- Pays de production :  Nouvelle-Zélande
- Format : Couleurs - 35 mm - 1,85:1 - son Mono
- Genre : drame
- Durée : 90 minutes
- Date de sortie :
  - France : mai 1984 (festival de Cannes)

## Distribution
- Penelope Stewart : Elizabeth Peers
- Frank Whitten : Ethan Ruir
- Bill Kerr : Birdie
- Fiona Kay : Lisa Peers, dite « Toss »
- Gordon Shields : Justin Peers

## Sélection
- Festival de Cannes 1984 : sélection en compétition officielle